# Батуринфест Шабля
Батуринфест «Шабля» — міжнародний фестиваль козацької культури, проводиться щороку влітку в місті Батурин Бахмацького району Чернігівської області.
Започаткований у 2018 році. Час проведення - червень.

## Мета і завдання
Головна ідея фесту - "Же през ШАБЛЮ маєм ПРАВО" - проголошена гетьманом Іваном Мазепою в Батурині 300 років тому, але актуальна і сьогодні.
Завдання, які поставили перед собою організатори, реалізовуючи головну ідею фестивалю:
сприяти вихованню в української молоді відповідального громадянства; формувати у молодого покоління демократичну та правову свідомість завдяки глибокому вивченню історії Гетьманщини і сьогодення України; створити захід, що має козацький дух, стане традиційним та щорічним; залучити молодь шляхом осучаснення підходів до народних традицій святкування через інтерактив та неформальне навчання; залучити щонайбільшу кількість представників громадянського суспільства до глибшого вивчення історії Гетьманства, державотворення, народних традицій.

## 2018 рік, 28-30 червня
Фестиваль проходив три дні з організацією окремих локацій просвітницького, вишкольного, навчального та розважального характеру:
- 28.06.2018. День перший — «Конституція» (центральна локація — Палац К.Розумовського).
- 29.06.2018. День другий — «Визвольні змагання» (центральна локація — Цитадель Батуринської фортеці).
- 30.06.2018. День третій — «ЖЕ ПРЕЗ ШАБЛЮ МАЄМ ПРАВО» (центральна локація — Співоче Поле, парк «Кочубеївський»).

Учасники:
- Гурти: Новий День, Коралі, Kozak System, Телері, Хорея Козацька, PoliКарп, Тінь Сонця, Вайрон, Рутенія, Протифаzа.
- Кобзарсько-лірницькі виступи.
- Військовий оркестр уславленої 58-ї ОМПБр імені гетьмана Івана Виговського (м. Конотоп).
- Ансамбль пісні і танцю «Сіверські клейноди».
- Київський академічний театр українського фольклору «Берегиня».

## 2019 рік, 15-16 червня
Відбувся дводенний фестиваль, присвячений 350-й річниці з дня започаткування гетьманської столиці в Батурині (1669 р.).
Основною локацією була сцена та майданчики перед сценою Співочого поля парку «Кочубеївський».
- 15.06.2019. День перший — основна локація — сцена, майданчики перед сценою Співочого поля парку "Кочубеївський.
- 16.06.2019. День другий — сцена та майданчики перед сценою Співочого поля парку «Кочубеївський».

Учасники:
- Гурти «Kozak System», FROM INSIDE OUT (м. Кролевець), Протифаzа (м. Бахмач), Cloud Jam (м. Київ), «Новий день» (м. Конотоп), «Скеля» (м. Чернігів), «КОРАЛЛІ» (м. Івано-Франківськ).
- Народний аматорський колектив Батуринської ОТГ.
- Творчі учнівські колективи з м.Конотоп.
- Артисти Київської муніципальної академії естрадного та циркового мистецтва (естрадний спів, сучасний естрадний танець, пантоміма). —  Іспанія DJ Javiro, бет-мейкер (Андалусія).
- DJ Rocket-Jam (м. Кременчук).
- Чернігівський академічний народний хор.
- Військовий оркестр уславленої 58-ї ОМПБр імені гетьмана Івана Виговського (м. Конотоп). — Естрадні виконавці Чернігівського обласного філармонійного центру фестивалів та концертних програм.

Партнери: Міністерство молоді та спорту України; Департамент культури і туризму, національностей та релігій Чернігівської обласної державної адміністрації; Департамент сім'ї, молоді та спорту Чернігівської обласної державної адміністрації; Мистецьке об'єднання «Глечик» (м. Київ), Благодійний фонд «Велика родина» (м. Київ), ГО «Вогонь Відродження» (м. Бахмач).
Благодійна підтримка: Благодійний фонд «Велика родина».

## 2020 рік
Фестиваль перенесено на рік у зв'язку з карантином через коронавірус.

## 2021 рік
21-22 серпня дводенний фестиваль пройшов на Співочому полі "Кочубеївського" парку
Працювали виставки майстрів українського традиційного декоративно-прикладного мистецтва, ярмарки, проходили спортивні турніри.
У концерті взяли участь популярні українські колективи і аматорські колективи Батуринської об'єднаної територіальної громади.